# Paulius Pultinevičius

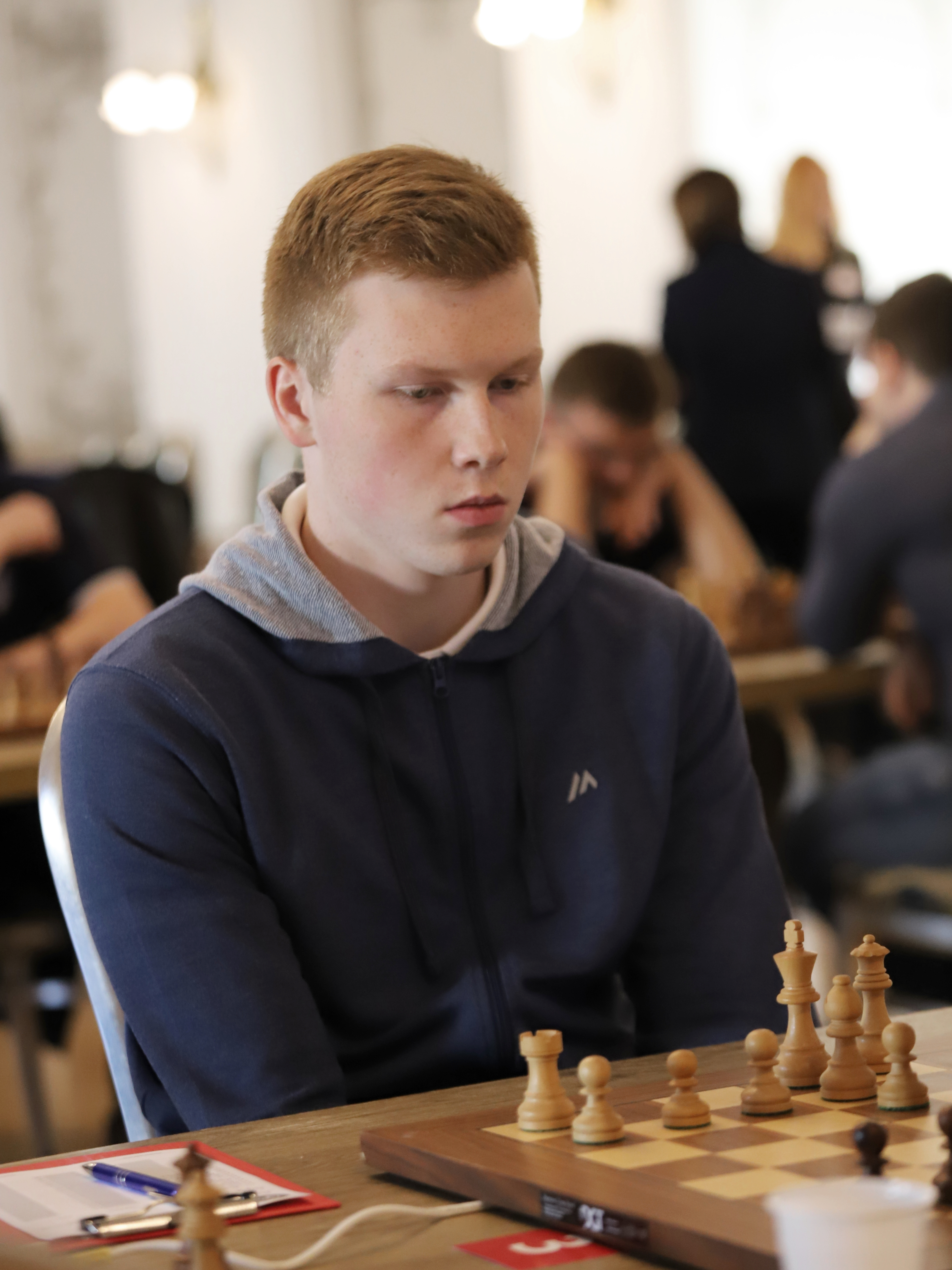
Paulius Pultinevičius (2021)

Paulius Pultinevičius (4 november 2001) is een Litouws schaker. In 2019 behaalde hij de FIDE-titel grootmeester (GM). Hij is de vierde speler van Litouwen.

## Schaakcarrière
Pultinevičius was jeugdkampioen van Litouwen in de categorie tot 14 jaar. Op 15-jarige leeftijd nam hij in 2016 met het team van Litouwen deel aan de 42e Schaakolympiade. Aan het reservebord speelde hij 9 partijen zonder er een te verliezen. In 2018 nam hij met het Litouwse team deel aan de 43e Schaakolympiade, deze keer spelend aan het tweede bord.
In 2018 werd hij tweede op het schaakkampioenschap van Litouwen.
Pultinevičius kwalificeerde zich om in 2019 deel te nemen aan de Wereldbeker schaken, waar hij in ronde 1 werd uitgeschakeld door Aleksandr Grisjtsjoek. 
In 2020 won hij het 40e "Plunge Open" met de score 8 pt. uit 9.
In juli/augustus 2022 speelde hij met het team van Litouwen in de 44e Schaakolympiade. Het team eindigde als tiende en Pultinevičius won een zilveren medaille voor zijn performance aan het vierde bord. 
In augustus 2022 won Pultinevičius het Open A-toernooi van de Technische Universiteit van Riga.
In oktober 2022 was zijn Elo-rating 2600. 

## Externe koppelingen
- (en)   Informatie over schaakpartijen van Paulius Pultinevičius op ChessGames.com
- (en)   Informatie over schaakpartijen van Paulius Pultinevičius op 365chess.com
- (en)  FIDE-ratinggegevens voor Paulius Pultinevičius